# Марфинка (Ростовская область)
Марфинка — село в Матвеево-Курганском районе Ростовской области.
Входит в состав Анастасиевского сельского поселения.

## География

### Улицы
| - ул. Будённого, - ул. Колхозная, - ул. Молодёжная, - ул. Полевая, - ул. Производственная, - ул. Прохладная, - ул. Садовая, - ул. Синявская, | - ул. Специалистов, - ул. Центральная, - ул. Чапаева, - ул. Чкалова, - ул. Школьная, - пер. Восточный, - пер. Почтовый, - пер. Тихий. |

## История
В 1805 году, в то же время, что и генерал А. К. Денисов, земельные наделы на здешних территориях получил Аким Акимович Карпов за заслуги перед царём и отечеством. В то время он находился в чине полковника и проживал в городе Старочеркасске. На свои земли Каропов приобрёл крестьян в Рязанской, Тамбовской и Тульской губерниях. Первые поселенцы со всем своим домашним скарбом прибыли на место в конце октября 1805 года.
Поначалу село именовали по фамилии полковника — Карпово. Оно было небольшое: около трёх десятков дворов. По левую сторону реки Водяной земли принадлежали первой дочери Карпова, Анне. Это поселение называли Анненкой, а по правую сторону речушки земли принадлежали Марфе, второй дочери. Их назвали Марфинкой.
Анна вскоре вышла замуж и уехала. Земли, принадлежащие Анне, отошли к её сестре Марфе. Ушло целое поколение людей, а с ним и название Анненка. Село стало называться Марфинка.
В 1861 году, после отмены крепостного права, здешние землевладельцы распродали свои земли крестьянам.
В второй половине XIX века здесь было построено более десятка ветряных мельниц.
В 1862 году братья Селезнёвы выкупили здешние земли и основали новый хутор — Селезнёв. Жители его занимались земледелием и пчеловодством.
Община молокан в Марфинке.
22 сентября 1892 года в Марфинке открылась школа грамотности.
На 1901 год в одноклассной церковно-приходской школе учителем был Николай Вольнев, помощником Ефрем Логвинов.
На 1910 год в Марфинке было 2 бакалейных магазина один принадлежал Цапину П.М. второй Попову П. И..
Первая мировая война, участие уроженцев Марфинки.
Левашов Владимир Данилович ратник 140 пехотного Зарайского полка, убит 10.09.1916 д. Манилувка
Езясалов Пётр Спиридонович рядовой 74 пехотного Ставропольского полка, убит 26.06.1917

### Гражданская война
5 февраля 1919 год в составе Таганрогского округа из РСФСР передана в состав Донецкая губерния Украинской ССР, где находилась до 1923 года.
Коллективизация и раскулачивание
В 1930 году образован колхоз «Путь 1 пятилетки» в форме сельскохозяйственной артели
На 1925 посёлок Марфинский Анастасиевсого сельского совета Фёдоровского района Таганрогского округа Северо-Кавказского края. В ноябре 1925 года в Марфинке прошёл съезд Молокан, посвящённый окончанию сбора урожая, на котором присутствовало 200 участников и 100 гостей. Участники обратились к администрации с просьбой о прекращении выселения зажиточных молокан и выразили готовность создать колхоз.
27.06.1935 решением Анастасиевской особой комиссии по раскулачиванию высланы из Марфинки в Коми АССР: Цапина Василиса Дмитриевна 1858 г.р., Цапин Спиридон Евсеевич 1893 г.р., Цапина Евдокия Ефимовна 1887 г.р., Цапин Григорий Спиридонович 1914 г.р., Цапин Михаил Спиридонович 1916 г.р., Цапин Василий Спиридонович 1919 г.р., Цапин Пётр Спиридонович 1924 г.р., Цапина Нина Спиридонован 1927 г.р.

### Великая Отечественная война
- 11 октября 1941 После 20:00 через Марфинку на х. Селезнёв прошли подразделения 59-го лёгкого артиллерийского полка 30-я стрелковая дивизия (1-го формирования) РККА. Источник Отчёты о боевых действиях. Дата создания документа: 24.11.1941 г. Архив: ЦАМО, Фонд: 1172, Опись: 1, Дело: 7, Лист начала документа в деле: 57 Авторы документа: 59 лап, майор Марченко
- 13 октября 1941 к 04.30 утра года согласно боевому распоряжению № 20 штаба 30 стрелковой дивизии 256 стрелковый полк и 59 легко-артиллерийский полк должны были занять на скатах оборону 3 км северней Марфинки с задачей не допустить продвижения противника на север.
- 14 октября 1941 к 19:00 в Марфинке расположился 161-й кавалерийский полк 56-й кавалерийской дивизии со штабом дивизии, 155 кавалерийский полк 56 кавалерийской дивизии расположился на южной окраине Анастасиевки, 159 кавалерийский полк 56 кавалерийской дивизии расположился на северной окраине Анастасиевки, Источник Боевые донесения, оперсводки. Дата создания документа: 15.10.1941—31.10.1941г.Архив: ЦАМО, Фонд: 228, Опись: 701, Дело: 90, Лист начала документа в деле: 188 Авторы документа: 9 А, полковник Левин, ст. политрук Кочебин, капитан КазаковОписывает боевую операцию: Донбасская оборонительная операция. 1.10—4.11.41
- 16 октября 1941 в период с 09:05—09:50 и 11:30—12:15 два самолёта МИГ-3 55-й гвардейский истребительный авиационный полк провели разведку войск противника в районе Марфинки.
- 20 октября 1941 по 29 октября 1941 в Марфине размещался штаб 16-й танковой дивизии вермахта. Источник карты 1-й танковой армии вермахта. Архив NARA. T-313. R-09. F-0802-0766.
- 21 октября 1941 в период с 15:20—16:10 Экипаж самолёта  Су-2  2-й авиаэскадрильи  210-й ближнебомбардировочный авиационный полк при проведении разведки войск противника из н.п. Мокрый Еланчик, Васильевка, Марфинская и Анастасиевка был обстрелян сильным огнём зенитной артиллерии. Между н.п. Селезнёвка и Марфинская обнаружена стоянка до 15 автомашин. На восточной стороне Марфинская, Анастасиевка на огневых позициях находятся 4 орудия, которые вели огонь в сторону Матвеев Курган. От Марфинской до Успенской движения войск не обнаружено. В 15:45 экипаж самолёта разведчика произвёл бомбардировку автомашин, между н.п. Селезнёвка и Марфинская отмечены прямые попадания.Источник Боевое донесение штаба 210-го ББАП  №  266, Дата создания документа: 21.10.1941 г.Архив: ЦАМО, Фонд: 22451, Опись: 0222783с, Дело: 0001, Лист начала документа в деле: 334 Авторы документа: 210 ббап, майор Ильенко, ст. лейтенант Водолажский
- 12 ноября 1941 г. В Анастасиевки и Марфинской уже функционировал назначенный оккупантами районный фюрер (руководитель) по сельскому хозяйству. В распоряжении № 43 по снабжению дивизии СС "Викинг" от 12 ноября 1941 указано, что "в сёлах Анастасиевка, Марфинская, Сарматский были назначены районные фюреры по сельскому хозяйству и офицерам дивизии СС "Викинг" по снабжению необходимо было немедленно связаться с ними по вопросу приобретения скота и сельхозпродукции. Источник Документ № 22/I — 1942, 2 Управление ГРУ Красной Армии: трофейные данные по службе тыла – переведённые трофейные документы по вопросам снабжения и ремонта, снабжение ЦАМО Ф.500 оп.12480 д.179
- 2 декабря 1941   в 07:00 часов в Марфинку прибыл из Новой Надежды и разместился штаб 14-й моторизованный корпус (вермахт) (переименован в 14-й танковый корпус) вермахта. В Марфинке штаб 14-го моторизованного корпуса находился до  апреля  1942 года. Источники: 1.Архив ЦАМО Фонд 500 оп.12452 д.435 Дело 435. Утренние, дневные, вечерние и промежуточные донесения и сводки офицеров связи ВВС и штабов 17-й армии и 1-й танковой армии, оперсводки о боевых действиях отдельных авиакорпусов. 2.Журнал боевых действий 14-го моторизованного корпуса вермахта Архив NARA T314, Roll 529.
- 8 декабря 1941  в 08:30 в Анастасиевки и Марфинки разместился 3-й дивизион 125-го артиллерийского полка 125-й пехотной дивизии вермахта, 09 декабря 1941 прибыл 2-й дивизион это полка.Источник  ЦАМО Фонд 500 Опись 12477 Дело 625 Документы оперативного отделения 125-го артиллерийского полка 125-й пехотной дивизии: боевые донесения полка о наступлении на СССР и боевых действиях в Украине, включая кальки сосредоточения артиллерии, карты снабжения и обстановки.
- 8  декабря 1941 с 23:45 до 23:55 два самолёта ТБ-3 из состава 250-й тяжёлый бомбардировочный авиационный полк произвели бомбардировку Марфинки в результате разрушено несколько домов и отмечен один сильный взрыв.  Источник Боевые донесения, оперсводки. Дата создания документа: 09.12.1941 г. Архив: ЦАМО, Фонд: 22468, Опись: 0197260с, Дело: 0001, Лист начала документа в деле: 96 Авторы документа: 250 тбап, капитан Ботанов
- 9 декабря 1941 с 04:30 до 04:45 два самолёта ТБ-3 из состава 250-й тяжёлый бомбардировочный авиационный полк произвели бомбардировку Марфинки в результате разрушено несколько домов.
- 9 декабря 1941 с 12:15  шесть самолётов  ДБ-3 из состава 453-го дальнебомбардировочного авиаполка 132-я бомбардировочная авиационная дивизия произвели бомбардировку войск противника в н.п. Марфинка. В районе Марфинки были атакованы 3 истребителями МЕ-109. В результате воздушного боя был сбит один истребитель МЕ-109. Источник наградные листы : пилота 453-го ДБАП ст.с-нта Кузьмина Николая Ивановича, воздушных стрелков радистов 453-го ДБАП ст. сержановтов Балан Степана Михайловича и Вознесенского Вадима Михайловича, а также стрелка бомбардира 453-го ДБАП лейтенанта Кудренко Николая Александровича.
- 12 декабря 1941 в 02:40 в Марфинку из Амвросиевки  выдвинулся 2-й батальон 419-го пехотного полка 125-й пехотной дивизии вермахта, в 08:30 он убыл в Латоново.
- 28 декабря 1941 Согласно разведдонесению ВВС Южного фронта в период с 10:00 до 10:10 наблюдалось движение 20 автомашин с Марфинская — в Сухая Крынка, в Марфинке до 30 автомашин.Источник Разведывательные бюллетени и донесения. № документа: 350, Дата создания документа: 28.12.1941 г.Архив: ЦАМО, Фонд: 20078, Опись: 0000001, Дело: 0007, Лист начала документа в деле: 179 Авторы документа: ВВС ЮжнФ, Одинцов, Кутузов, Дроздов
- С 5 января 1942 по 9 января 1942 по данным агентуры в Марфинская и Анастасиевка отмечено большое количество немецких войск. В Анастасиевке размещён крупный немецкий штаб неустановленного соединения.Источник Разведывательные бюллетени и донесения. № документа: 12, Дата создания документа: 12.01.1942 г. Архив: ЦАМО, Фонд: 228, Опись: 701, Дело: 853, Лист начала документа в деле: 100 Авторы документа: ЮжнФ, Лукомник.
- 23 марта 1942 года. Авиаразведкой ВВС Южного фронта установлено движение до 100 подвод с грузом из Марфинки в Ново-Николаевку.Источник Разведывательные бюллетени и донесения. № документа: 83, Дата создания документа: 24.03.1942 г. Архив: ЦАМО, Фонд: 228, Опись: 701, Дело: 1013, Лист начала документа в деле: 115 Авторы документа: ЮжнФ, Васильев.
- 19 апреля 1942  в период с 15:30—16:10  10 самолётов  И-15 из состава 590-й истребительный авиационный полк ведущий группы ст.лейтенант Семёнов Б.Н. уничтожала резервы и автотранспорт противника в н.п. Анастасиевка, Марфинская. В результате уничтожено: 12 автомашин, до 20 повозок и 20 солдат. Источник Журнал боевых действий 590 шап.Архив: ЦАМО, Фонд: 22103, Опись: 0226009, Дело: 0001, Авторы документа: 590 шап. Из наградного листа пилота 590-го истребительного авиаполка мл. лейтенанта Ерохина Евгения Григорьевича (погиб 31.05.1942 в воздушном бою) "19 апреля 1942 штурмовал скопление автомашин и обоза противника на северной окраине села Марфинка".
- 28 апреля 1942 5-я резервная авиационная группа в течение всего дня штурмовала скопление немецких войск и автотранспорта  до 250 крытых машин, 4 бронетранспортёра и до 60 солдат в н.п.Марфинка.Источник Боевые донесения, оперсводки. № документа: 242, Дата создания документа: 28.04.1942 г. Архив: ЦАМО, Фонд: 228, Опись: 701, Дело: 946, Лист начала документа в деле: 104 Авторы документа: ЮжнФ, Устинов, Одинцов
- С 29 апреля 1942 на 30 апреля 1942  Согласно оперсводке № 245 штаба ВВС ЮжнФ  459-м ночным скоростным бомбардировочным авиаполком совершено 4 самолёто-вылета с целью бомбардировки войск противника в Марфинке, в результате бомбардировки возник один пожар, разрушено одно здание.
- 29 мая 1942 в 22:25 Экипаж бомбардировщика Ил-4 в составе: пилота лейтенанта Панов, Николай Афанасьевич, штурмана ст. сержанта Баранова П.Г, и ст.л-та Решетова Н.А. из состава 81-й дальнебомбардировочный авиационный полк 50-й авиадивизии в 22:25 с высоты 1800 метров произвёл бомбардировку войск противника в н.п. Марфинская  с двух заходов сбросил 10 ФАБ-100 и 3 ЗАБ-100. Наблюдались взрывы и два очага пожара. Источник Боевые донесения, оперсводки. № документа: 215, Дата создания документа: 30.05.1942 г.Архив: ЦАМО, Фонд: 20114, Опись: 0000001, Дело: 0096, Лист начала документа в деле: 191Авторы документа: 81 дбап, майор Омельченко А.М., ст. батал. комиссар Исупов, подполковник Кузьмин Н.И.
- 02 июня 1942  в Марфинке расположились (прибывший из Славянска) штаб и подразделения 42-го зенитного полка под командованием подполковника Герберта Шойнеманна 17-й зенитной дивизии (штаб дивизии Горловка, командир дивизии генерал-лейтенант Карл Флейт) 1-го корпуса ПВО люфтваффе, с задачей прикрытия частей 14-го танкового корпуса.
- 22 июня 1942  18:45  в Марфинку    из Кутейникова (маршрут Могилев-Гришино-Сталино-Харцызск-Иловайск-Кутейниково-Марфинка) прибывает колонной на своем транспорте рабочая группа штаба 57-й танковый корпус (вермахт). Старший группы начальник штаба 57-го танкового корпуса полковник Фридрих Фангор (Fangohr) автомашина Mercedes WH 843323. Согласно приказу 57-го танкового корпуса Abt. Ia № 292/42 состав группы включал: 127 офицеров, унтер-офицеров и солдат; машин : мерседес-3, опель-1, грузовых автомашин-9, штабных машин-2, бронетранспортеров-1, легких автомашин-13, мотоциклов-6. (в составе группы находился взвод из 475-го отряда фельджандармерии в составе: 1 офицера, 14 унтер-офицеров и солдат, 4 автомашин и 4 мотоциклов). Источники: 1.Документы 57-го танкового корпуса вермахта. Архив NARA T-314 R-1482. F-0519. 2. Документы 57-го танкового корпуса вермахта. Архив NARA T-314 R-1479. F-1000-1002. F-0759..
- 14 июля 1942 в Марфинке расположился штаб 5-й армейский корпус (вермахт).
- 19 февраля 1943 (после прорыва 4 гв мк) в Марфинскую было направлено боевое охранение от 2-го мотострелкового батальона 13 гв. механизированной бригады 4-й механизированный корпус (2-го формирования).
- 20 февраля 1943 года на помощь боевому охранению 2-го мсб 13 гв.мбр из Анастасиевки выдвинуто 125 человек из числа местного населения.
- 20 февраля 1943  с 09:35-10:20 5 самолётов ИЛ-2 из состава 190 штурмового авиационного полка в сопровождении 4-х истребителей ЛА-5 произвели штурмовку мотопехоты противника в районе Марфинка и Н.Николаевка. уничтожено 11 автомашин и до взвода пехоты[10].
- 21 февраля 1943 в 14 часов 14 немецких танков (по немецким данным атаковала 2 танковая рота 503-й тяжёлый танковый батальон под командованием обер-лейтенанта Хальманна в составе танков Тигр в количестве 2 штук, танков PzKpfw III в количестве 8 штук)  атаковали боевое охранение 2 мсб (с приданным танком 38 гв.тп) 13 гв. мбр и партизанским отрядом (125 человек) и после непродолжительного боя потеснили их к МТС.
- 26 февраля 1943 в период с 08:00 до 15:25 По данным разведотдела Южного фронта в н.п. Марфинка отмечено нахождение 200 автомашин. В Анастасиевке до 150 автомашин. Источник Журналы боевых действий. Дата создания документа: 01.03.1943 г.Архив: ЦАМО, Фонд: 64, Опись: 505, Дело: 101, Лист начала документа в деле: 1 Авторы документа: ЮжнФ, Матвейшин, майор Розентул
- 01 июня 1943  в Марфинке и Анастасиевки по данным разведотдела Южного фронта размещались части 23-я танковая дивизия (вермахт).
- 24 августа 1943 года в период с 19:10 до 19:20 6 самолётов ИЛ-2  74-го гв. штурмового авиаполка, ведущий Герой Советского Союза Жихарев, Василий Дмитриевич , под прикрытием 4-х самолётов ЯК-1 атаковали до 60 автомашин на северной окраине Марфинки. В результате уничтожено до 15 машин из них 5 с боеприпасами и бензохранилище.Иточник Боевые донесения, оперсводки. № документа: 3, Дата создания документа: 24.08.1943 г.Архив: ЦАМО, Фонд: 22185, Опись: 0214767с, Дело: 0001, Лист начала документа в деле: 97 Авторы документа: 74 гв. шап, майор Макаров, гв. майор Дунаев
- 24 августа 1943  эскадрилья самолётов ПЕ-2  86-го бомбардировочного авиаполка (переименован в 134-й гв. бомбардировочный Таганрогский Краснознамённый ордена Александра Невского авиационный полк) произвела бомбовый удар с пикированием звена по скоплению танков и автомашин на южной окраине Марфинки. Фотоснимками и наблюдением экипажей отмечено, что цель полностью перекрыта разрывами бомб, где возникло 3 очага пожара, два из которых были видны за р.Миус.Источник наградной лист гв.лейтенанта Никитина Н.А.
- В ночь с 24 августа на 25 августа 1943 года согласно боевому распоряжению № 0251 штаба 2-я гвардейская ночная бомбардировочная авиационная дивизия 25-й гв.авиационный полк совершил 80 самолётовылетов  на самолётах У-2 с целью уничтожения техники и скопления войск противника в н.п. Марфинская и на её окраинах.
- 25 августа 1943 — Согласно донесению экипажа самолёта разведчика 284 гвардейского бомбардировочного авиаполка лётчик гв. мл. л-нт Моисеев П. Ф. по дороге Анастасиевка на Покрово-Киреево движение колонны 30 машин, по дороге Марфинка на Сухая Крынка 12 автомашин, в н.п. Марфинка 20 машин, на Мало-Кирсановка 40 единиц. Источник: Журналы боевых действий. № документа: 69, Дата создания документа: 1 Архив: ЦАМО, Фонд: 22318, Опись: 0135195сс, Дело: 0002, Лист начала документа в деле: 1 Авторы документа: 284 бап, майор Соколов, майор Мазуров. Самолёт разведчик 10 бомбардировочного авиаполка пилот гвардии ст. л-нт Мальченко В. Н. обнаружил движение по дороге Мало-Кирсановка — Марфинка до 600 единиц техники, в самой Марфинке 212 машин и 42 танка. Источник: Фронтовой приказ №: 53/н от: 31.10.1943 Издан: ВС 8 ВА 4 Украинского фронта Архив: ЦАМО Фонд: 33 Опись: 686044 Единица хранения: 1734 № записи 19252714.
- В ночь с 25 на 26 августа 1943  61-му гв. авиаполку и штрафной авиаэскадрильи  2-й гв.Сталинградского ночной бомбардировочной авиадивизии была поставлена задача " в интересах действия авиации дальнего действия , которая уничтожает войска противника и технику в н.п. Марфинская, к 21:30  поджечь этот пункт, для чего использовать боеприпасы: КС, ЗАБ-П-100 и остальные ЗАБы мелкого калибра. Одновременно с 22:00 над пунктом Марфинская освещать САБами. Под авиацией дальнего действия имелся в виду (4-й гвардейский авиационный полк дальнего действия ). Высота бомбардировки — 800—900 метров. Напряжение — 84 самолётовылета. Штрафной авиаэскадрильи в ночь с 25 на 25 августа 1943 уничтожать войска и технику противника в н.п. Марфинская, напряжение — 14 самолётовылетов, высота бомбометания — 600—700 м. Работу вести с аэродрома подскока Ново-Спассовский".Источник Боевые приказы и распоряжения. № документа: 252, Дата создания документа: 25.08.1943 г. Архив: ЦАМО, Фонд: 20065, Опись: 0000001, Дело: 0010, Лист начала документа в деле: 137 Авторы документа: 2 гв. нбад, гв. генерал-майор авиации Кузнецов, гв. майор Богданов
- 27 августа 1943 г. с 11:30—13:35  Отступая из Васильевки в Марфинку прибывают: 1-й батальон 93-го моторизованного полка и подразделения 4-го сапёрного батальона 13-й танковой дивизии вермахта. Северную окраину Марфинки обороняют части 111-й пехотной дивизии вермахта. Источник ЦАМО.Фонд 500.Опись 12482. Дело 416. Документы оперативного отдела 66-го моторизованного полка: боевые донесения (ЖБД) 66-го моторизованного полка 13-танковой дивизии.
- 27 августа 1943 в период  с 11:24-12:35 6 истребителей "Аэрокобра" 104-й гвардейский истребительный авиационный полка  под командованием капитана Шапошникова в районе Марфинки встретила 15 бомбардировщиков Ю-88 в результате боя два Ю-88 сбито и упали в районе Анастасиевка[11].
- 27 августа 1943 в период с 18:05-18:20 — Группа в количестве семи самолётов ИЛ-2 из состава 74-го гв. штурмового авиаполка ведущий Герой Советского союза гвардии капитана Бородин, Алексей Иванович под прикрытием 6 самолётов Як-1 атаковала до 50 автомашин и 5 танков в районе южная окраина с. Марфинка и на дороге Марфинка — Анастасиевка. Уничтожено до 20 автомашин и 2 автоцистерны. По наблюдению Марфинская и балка Малая Водяная сплошь забита автомашинами, движение которых заблокировано в районе с. Анастасиевка. Источник: Боевые донесения, оперсводки. № документа: 3, Дата создания документа: 27.08.1943 г. Архив: ЦАМО, Фонд: 22185, Опись: 0214767с, Дело: 0001, Лист начала документа в деле: 103 Авторы документа: 74 гв. шап, майор Макаров, гв. майор Дунаев.
- 28 августа 1943 в период с 06:10 до 06:50 — 16 самолётов «Аэрокобра» 16-го гв. истребительно авиационного полка старший дважды Герой Советского Союза гвардии майор Покрышкин А. вылетела на сопровождение 18 самолётов Пе-2 для бомбардировки Анастасиевки и 18 самолётов Douglas A-20 Havoc для бомбардировки села Марфинка. В результате бомбардировки с. Марфинки самолётами Douglas A-20 Havoc несколько бомб упали в с. Синявка. В результате бомбардировки самолётами ПЕ-2 все бомбы легли на восточную окраину с. Анастасиевка. Источник Журналы боевых действий. Дата создания документа: 29.12.1944 г. Архив: ЦАМО, Фонд: 21990, Опись: 0206868с, Дело: 0001, Лист начала документа в деле: 2Авторы документа: 16 гв. иап.
- 28 августа 1943   70-й гвардейский стрелковый полк под командованием гв. подполковника Белявского  Изосима Ивановича выбил противника из села Марфинка и к 16:00 овладел селом. Уничтожено до 70 немецких солдат и офицеров, 7 автомашин и 7 пулемётов. К 21:00 28.08.1943 части 24-й гвардейской стрелковой дивизии заняли положение: 70-й гвардейский стрелковый полк южная окраина Марфинки, 72-й гвардейский стрелковый полк 1 км сев-вост окраины Марфинки, 71-й гв. стрелковый полк на южных скатах высоты 137.1. Источник: Журналы боевых действий. Дата создания документа: 02.12.1943 г. Архив: ЦАМО, Фонд: 1099, Опись: 23919а, Дело: 2, Лист начала документа в деле: 53 Авторы документа: 24 гв. сд.
- 28 августа 1943 года в 16:00 одновременно с освобождением Марфинки до батальона немецкой пехоты  при поддержке 10 танков и нескольких самоходно-артиллерийских орудий с района северо-западней Анастасиевки (зап.берег реки Мокрый Еланчик) контратаковали в направлении хутора Ново-Покровский (зап.Синявки) части 32 гв.отдельной танковой бригады под командованием гв.полковника Гринкевич, Франца Андреевича, занявшей оборону на высоте 141.7. В результате боя в районе Ново-Покровский  потери 32 гв.отдельной танковой бригады составили 50 человек убитыми (перезахоронены в братской могиле в Марфинке) .Источники Боевые донесения, оперсводки. № документа: 238, Дата создания документа: 28.08.1943 г.Архив: ЦАМО, Фонд: 3426, Опись: 0000001, Дело: 0022, Лист начала документа в деле: 219 Авторы документа: 2 гв. мк, гв. полковник Креславский
- На помощь 32 гв.отбр в 16 часов была выдвинута 416-я стрелковая дивизия (2-го формирования) с задачей ведения наступления  по западному берегу реки Мокрый Еланчик между хутором Ново-Покровским и н.п. Синявка с дальнейшим выходом к Анастасиевки. Однако до 21:00 по данным 2-й гвардейского механизированного корпуса 17 танков противника все же  прорвались на участках Марфинская и Анастасиевка и овладели с. Ново-Покровским. Источник Боевые донесения, оперсводки. № документа: 52, Дата создания документа: 28.08.1943 г.Архив: ЦАМО, Фонд: 3470, Опись: 0000001, Дело: 0154, Лист начала документа в деле: 59 Авторы документа: 4 гв. кк, гв. генерал-майор каз. войск Пичугин
  - Одновременно с 24 гвардейской стрелковой дивизией в направлении Марфинки вели наступление (выдвинувшись из Васильевки) 5-я и 6-я гв. механизированные бригады 2-й гвардейского механизированного корпуса , на 16:00 они занимали положение; 5 гв. мбр Птицефабрика (Синявка) и отдельные дома на западной окраине Синявки, 6 гв. мбр южная окраина Мaрфинки (Согласно донесениям 6 гв. мбр о потерях 28.08.1943 во время марша в районе 1 км восточнее Марфинки осколками снаряда убиты старшина Александров Б.С., и красноармеец Павлушкин П.Е.).
- 28 августа 1943 16-й миномётный полк 33-й миномётной бригады (поддерживал 24 гв.сд) преследовал отступающего противника, в районе Марфинка командир огневого взвода 4-й батареи лейтенант Василец Г. С. по пути движения подобрал немецкий 81-мм миномёт 8-cm s.G.W.34 и несколько десятков мин к нему. Когда закончилось горючее и боеприпасы Василец Г. С. оставил взвод в селе, а сам выехал на машине с одним расчётом к пехоте и, заняв огневую позицию, открыл огонь по отходящему противнику. Источник: Журнал боевых действий 33 минбр 2 гв. адп РГК. Дата создания документа 31.12.1944 г. Архив ЦАМО, Фонд 12807, Опись 0000001, Дело:0005, Лист начала документа в деле 1а Авторы документа 33 минбр РГК, капитан Панкратов

## Население
| 2010 |
| ---- |
| 1104 |

С 1859 по 1864 в посёлке Карпов Еланческий Миуского округа дворов — 27, лиц мужского пола  — 540, женского пола — 540 http://elib.shpl.ru/ru/nodes/14405#mode/inspect/page/81/zoom/7
По переписи 1873 года в посёлке Марфин Анастасиевской волости дворов — 115, мужчин — 425, женщин — 405, лошадей — 112, пар волов — 210, овец простых — 2539, овец тонкорунных — 5. Источник Список населённых мест Области Войска Донского по переписи 1873 года / Издан Обл. Войска Дон. стат. ком. под ред. А. Савельева. — Новочеркасск : Обл. В. Д. тип., 1875. — [2], X, 275 с. ; 23 см. — Прил. к "Памятной книжке Обл. Войска Донского" на 1875 г
По переписи 1897 года мужчин — 529, женщин — 563 из них грамотных: мужчин — 205, женщин — 45; неграмотных: мужчин — 324, женщин — 518
1910 год  мужского пола  — 1827, женского — 1796
1915 год число дворов — 152, мужчин — 1200, женщин — 1220
1925 год число дворов — 271, мужчин — 885, женщин — 825, колодцев — 233, прудов — 1, мельница — 1, школ — 1, ст — 1
По переписи 1926 года деревня Марфинка Анастасиевского сельсовета Матвее-Курганского района Северо-Кавказского Края общее количество хозяйств — 253, мужчин — 634 (из них казак — 1, великороссов — 545, украинцев — 101), женщин — 728 (из них казачка — 1, великороссов — 615, украинок — 106). Синявка хутор общ.количество хозяйств — 62, мужчин — 170, женщин — 174. Селезнёв хутор общ. количество хозяйств — 34, мужчин — 108, женщин — 131.Источник поселённые итоги переписи 1926 года по Северо-Кавказскому краю.

## Награды
- Наградной лист  лётчика  4-го гв. авиаполка Д.Д. Пятницкого П.А. бомбардировка Марфинки 26.08.1943[33]
- Наградной лист штурмана 4-го гв. авиаполка Д.Д.Гречишкина Н.Н. бомбардировка Марфинки 26.08.1943[34]
- Наградной лист штурмана 4-го гв. авиаполка Д.Д. Нагорнова В.И. бомбардировка Марфинки 26.08.1943[35]
- Наградной лист лётчика 4-го гв.авиаполка Д.Д.Сидорова А.И. бомбардировка Марфинки 26.08.1943[36]
- Бомбардировка Марфинки 28 августа 1943  в период с 06:10 утра  18 самолётами Бостон. Журнал боевых действий 16 гв. иап стр 173[37]
- Запись в журнале боевых действий 24 гв.сд об освобождении Марфинки к 16:00 28 августа 1943 (стр 41)[38]
- Оперсводка штаба 1 гв.ск  об освобождении Марфинки[39]
- Марфинка хронология с 11 октября 1941 по 28 августа 1943 https://proza.ru/2020/06/16/1364
- Марфинка хроника войны[40]
- Журнал боевых действий 66-го панцегренадерского полка 13 танковой дивизии вермахта август 1943 бои в районе Марфинки[41]